# Nokia N9
Nokia N9 (denumit oficial Nokia N9-00, cu numele de cod ”Lankuu” și codul de produs RM-696) este un telefon inteligent (smartphone) dezvoltat de compania finlandeză Nokia. Telefonul are un design hardware simplu și software inovator, fiind lansat în anul 2011 și primind numeroase premii pentru acestea. La lansare a fost oferit în trei culori: negru, cyan și magenta, iar ulterior o a patra culoare, alb, a fost introdusă ca opțiune în cadrul conferinței anuale Nokia World.

## Design
Nokia N9 are un design monobloc, format dintr-o carcasă de plastic policarbonat ce constituie corpul principal al telefonului și adăpostește atât spatele, cât și lateralele și o parte a feței acestuia. Pe partea din față a acestuia, în zona superioară, se află difuzorul pentru ureche. Această carcasă este completată, în partea din față, de panoul afișajului ce conține o sticlă tratată anti-reflexie și cu tehnologia Corning Gorilla Glass 2, ce oferă durabilitate sporită în cazul contactului cu obiecte contondente tari. În cadrul acestui panou se află afișajul sau ecranul de 3,9 țoli, Nokia accentuând în prezentările oficiale modul în care ”iconițele plutesc dedesuptul degetului”, fapt datorat laminării acestuia. De asemenea, acesta beneficiază de Nokia ClearBlack Display, o tehnologie ce îmbunătățește nivelul de intensitate al culorii negre. Ecranul este AMOLED și are o rezoluție de 480x854 pixeli și suportă până la 16,7 milioane de culori. Tot în cadrul panoului afișajului se află și o cameră secundară pentru apeluri video, în partea din dreapta-jos a acestuia, precum și un LED de notificare în partea din stânga-jos. De asemenea, în partea superioară este afișată sigla Nokia, precum și senzorul de proximitate, ce permite oprirea afișajului când telefonul se află în timpul unui apel la ureche, precum și reglarea automată a intensității luminii ecranului.
Pe partea stânga, telefonul nu conține niciun accesoriu.
În partea de jos se află difuzorul telefonului, precum și microfonul, acestea beneficiind de aceeași grilă pentru redarea, respectiv captarea eficientă a sunetului. De asemenea, tot aici se află și informațiile legate de regelementările la care este supus telefonul.
Pe partea dreaptă, se află butoanele pentru ajustarea volumului, precum și butonul pentru blocarea/deblocarea telefonului și închiderea/pornirea acestuia. Cele trei butoane sunt de culoare gri metalic indiferent de culoarea telefonului.
În partea superioară se află mufa audio-video (AV) de 3,5 mm, ce suportă atât introducerea de căști, cât și a unui cablu TV-out pentru afișarea imaginii de pe ecranul telefonului pe un televizor compatibil. Tot deasupra telefonului se află și portul microUSB al acestuia, protejat de o ușită mecanică de plastic, cât și slotul pentru cartela micro-USB, acoperit cu o protecție de plastic rabatabilă. De asemenea, al doilea microfon, pentru anularea zgomotului de fond, se află tot în partea de sus a terminalului.
Pe spate, Nokia N9 are o cameră ce poate capta imagini la o rezoluție maximă de 8 MP în modul 4:3 sau 7 MP în modul 16:9. De asemenea, aceasta poate întregistra filme la rezoluție maximă 1280x720p HD și este acompaniată de două blițuri LED (dual-LED) pentru a fi folosite în cadrul fotografierii. Camera este încadrată de o zonă argintie metalizată indiferent de culoarea telefonului, ce conține inscripția ”Nokia”, precum și numele producătorului lentilelor foto, ”Carl Zeiss”. 

## Interfață
Nokia N9 introduce o interfață cu utilizatorul complet nouă, diferită de oricare alt model de telefon la momentul lansării. Interfața a fost denumită ”Swipe UI”, datorită modului în care aceasta este utilizată.
Ca mod principal de navigare în cadrul interfaței se află gestul denumit ”swype”, adică deplasarea degetului de pe o margine a ecranului pe cea opusă acestuia, rapid și fără ridicarea acestuia.
Swipe UI are un ecran de blocare al telefonului ce afișează ceasul și data în partea superioară, o imagine de fundal aleasă de către utilizator, precum și notificări în legătură cu diverse evenimente, începând din partea de jos. Telefonul se deblochează folosind un gest swipe din oricare parte a ecranului. De asemenea, pentru accesarea directă a unei notificări, este necesară efectuarea unui gest swype asupra acesteia, fie către marginea stângă, fie către cea dreaptă a ecranului.
În ecranul principal, Swype UI oferă trei vizualizări de unde se pot efectua majoritatea activităților în cadrul telefonului:
- Vizualizarea ”Aplicații” afișează o grilă cu pictogramele și numele aplicațiilor instalate pe telefon. Lista are 4 coloane și poate fi derulată sus-jos. În funcție de nivelul la care a fost derulată, lista de aplicații poate afișa până la 7 rânduri incomplete (adică 28 de aplicații), sau 5 rânduri incomplete (adică 20 de aplicații). Lista de aplicații nu afișează numai aplicații convenționale, ci și web apps, adică legături către site-urile Web accesate frecvent ce pot fi adăugate în vizualizarea ”Aplicații” din cadrul browserului. Pentru a deschide o aplicație, se atinge pictograma acesteia. De asemenea, pentru a dezinstala o aplicație, este suficientă o apăsare prelungită pe pictograma acesteia, iar apoi apăsarea simbolului ”X” din colțul stânga-sus al acesteia.
- Vizualizarea ”Evenimente” afișează în zona superioară numele zilei curente a săptămânii, precum și data curentă, în partea stângă. Tot sus, în partea dreaptă, sunt afișate condițiile meteorologice actuale, adică temperatura, precum și un simbol grafic al stării generale a vremii. În restul spațiului dedicat acestei vizualizări se desfășoară feedul utilizatorului, care include în partea superioară notificări (dacă acestea există), iar apoi se continuă cu informații extrase din fluxurile de știri Facebook și Twitter (dacă utilizatorul este conectat la aceste servicii), precum și informații din feedurile RSS memorate în telefon.
- Vizualizarea ”Aplicații deschise” afișează o grilă de 2x2 sau 3x3 capturi ale aplicațiilor deschise. Utilizatorul poate comuta între densitatea capturilor prin ciupirea ecranului (pinch to zoom). Se poate comuta la aplicația dorită din listă prin atingerea acesteia. De asemenea, o atingere prelungită permite editarea listei. În modul editare, se pot închide aplicații individuale folosind un buton cu simbolul ”X” ce apare în colțul dreapta al capturii acestora, sau se pot închide toate aplicațiile deschise.

De asemenea, interfața afișează în majoritatea vizualizărilor sale bara de stare, ce conține informații vizuale despre ora curentă, notificările primite, nivelul bateriei și al semnalului, precum și al disponibilității utilizatorului pe rețelele conectate din cadrul telefonului, precum și alte notificări. De asemenea, o atingere pe bara de stare va extinde conținutul acesteia, permițând modificarea volumului aparatului și a soneriei, precum și conectarea la o rețea WiFi sau de date și schimbarea stării disponibilității funcției Bluetooth.
Când o aplicație se află în prim-plan, utilizatorul poate face un swype din partea stângă sau dreaptă pentru a se reîntoarce la ecranul principal, fără a închide aplicația. Utilizatorul se va întoarce mereu în vizualizarea în care s-a aflat în ecranul principal înainte de deschiderea aplicației. Un gest swype din partea de sus a ecranului va închide aplicația, eliminând captura acesteia din vizualizarea ”Aplicații deschise”. Un gest swype din partea de jos va fi similar unuia din stânga sau din dreapta, însă numai dacă este complet. Dacă utilizatorul oprește mișcarea degetului la jumătatea ecranului, va fi afișată pe ecran o bară de lansare rapidă, ce conține scurtături către cele mai utilizate patru funcții ale telefonului: apelarea, mesajele, browserul și camera. Prin același gest, bara de lansare rapidă este accesibilă și din cadrul ecranului de blocare.
Nokia N9 include o tastatură QWERTY virtuală atât în mod portret, cât și landscape. Tastatura beneficiază de feedback haptic și poate fi utilizată folosind gesturi swype asupra tastelor: pentru tastarea unui cuvânt anume, utilizatorul mișcă degetul asupra literelor ce îl compun, în ordine. Printr-un swype din stânga sau dreapta pe suprafața tastaturii, se poate comuta între afișările specifice limbilor alese de utilizator în setările tastaturii.
În mod implicit, când telefonul este blocat și ecranul este stins, acesta afișează totuși pe ecran la o intensitate luminoasă scăzută ora, precum și iconițe corespunzătoare notificărilor curente (dacă acestea există). De asemenea, din acest mod se poate ajunge în ecranul de blocare printr-o apăsare dublă, rapidă, pe ecran.
Butoanele de volum pot fi utilizate pentru a regla volumul media curent dacă un material multimedia este în redare, sau pentru a comuta între profilele Silențios, Vibrații și General și reglarea nivelului soneriei pentru acesta din urmă.
Telefonul poate fi blocat, sau comutat în ecranul de blocare prin apăsarea tastei de blocare/deblocare. Pentru a deschide telefonul când acesta este închise, este necesară o apăsare lungă a butonului, până la simțirea unei vibrații scurte. Pentru a închide telefonul, este necesară o apăsare lungă a butonului până ce sigla firmei Nokia va apărea pe ecran.
În timpul încărcării, LED-ul din partea stânga jos a panoului afișajului este aprins, acesta fiind de culoare albă.

## Istoric
Nokia N9 este primul și singurul terminal care utilizează ca sistem de operare MeeGo 1.2 Harmattan, care este, de fapt, o versiune modificată a sistemului de operare Harmattan (cunoscut în trecut ca Maemo 6), ce conține schimbări preluate din cadrul proiectului comun Nokia-Intel MeeGo pentru a putea asigura compatibilitatea binară cu acesta. Acest lucru a fost cauzat de întârzierea în care proiectul se afla: tehnicienii Nokia ce lucrau în cadrul proiectului Harmattan ar fi avut nevoie de timp suplimentar pentru portarea tuturor funcționalităților incluse deja în versiunea aflată în dezvoltare al lui Harmattan în MeeGo, deși se dorea compatibilitatea cu acesta din urmă. Astfel, a fost preferată această soluție hibridă și amânarea portării pentru dispozitivele ulterioare. Totuși, acest lucru nu s-a mai întâmplat niciodată, deoarece în 2011, Nokia a înceheiat o ”alianță strategică” cu Microsoft și s-a angajat să folosească sistemul de operare Windows Phone pe terminalele sale high-end, precum și anularea proiectului MeeGo. 
Pentru a arăta că telefonul nu rulează în esență o versiune a sistemului de operare MeeGo, Nokia precizează în documentația tehnică a telefonului că acesta nu rulează MeeGo, ci ”o instanță a MeeGo”.
Nokia N9 nu a fost însă și primul terminal intern dezvoltat de Nokia pentru testarea sistemului de operare Harmattan. Două dispozitive anterioare acestuia, RM-581 (cu numele de cod ”Columbus”) și RM-680 (denumit intern Nokia N9-00, cu numele de cod ”Dali”), au fost utilizate pentru dezvoltarea lui Harmattan. Acestea aveau specificații asemănătoare lui Nokia N9-00 (denumit intern Nokia N9-01, cu numele de cod ”Lankuu” și codul de produs RM-696), însă au suportat versiuni ale interfeței total diferite (pe lângă software efectiv diferit din cauza stagiilor diferite de dezvoltare în care se afla sistemul), ce au fost complet abandonate, de cea întâlnită în versiunea finală. Versiunea finală a interfeței (denumită oficial ”Swipe UI”) a fost dezvoltată de o companie de design subcontractată de Nokia, denumită ”80/20”, cu sediul în New York City, ce avea angajați numeroși foști membri ai companiilor Apple și Adobe.

## Software
MeeGo 1.2 Harmattan, sistemul de operare al lui Nokia N9 este livrat cu o agendă ce suportă un număr nelimitat de contacte, o aplicație de telefonie ce suportă apelarea directă atât prin serviciul voce, cât și prin Skype, o aplicație de mesagerie ce unifică mesajele text SMS și MMS, precum și mai multe conturi de mesagerie instantanee online, precum Facebook Messanger și Google Talk. Nokia N9 este livrat cu un client e-mail ce suportă POP3, IMAP și Microsoft Exchange. Aplicația de ceas suportă setarea unui număr nelimitat de alarme. De asemenea, calendarul suportă sincronizarea evenimentelor folosind Exchange ActiveSync, alături de informațiile despre contacte.
Pe partea multimedia, Nokia N9 este livrat cu player muzical capabil ce redă fișiere WAV, AAC, MP3, M4A, WMA, FLAC, Ogg Vorbis, AAC+, AMR-WB, HE AAC V1, HE AAC V2 și AMR, respectiv codecuri: MP3, AAC LC, AMR-NB, AMR-WB, FLAC, WMA 9, Dolby® Digital (AC-3), Dolby® Digital Plus (E-AC-3), HE-AAC, HE-AACv2, Ogg Vorbis, WMA 10, WMA 10 Pro. Totuși, o absență notabilă este lipsa unui egalizator audio în cadrul playerului, precum și inexistența funcției de repetare a melodiei curente. Playerul video suportă redarea următoarelor formate de fișiere: 3GP, MP4, WMV, ASF, AVI, Flash video (FLV/SWF) și Matroska (MKV), respectiv codecuri: H.263, H.264/AVC, MPEG-4, VC-1, XVID. Telefonul nu este capabil de redare video 720p și 1080p (cu excepția base profile pentru 720p). De asemenea, un magazin muzical este inclus implicit pe telefon, Nokia Music (cunoscut inițial ca Ovi Music). Există aplicații implicite pentru capturarea conținutului folosind camera, precum și pentru vizualizarea, gestionarea și împărtășirea conținutlui capturat.
Ca aplicații sociale, N9 vine cu clienți de Facebook și Twitter, precum și acces facil la rețelele sociale și actualizări Web în zone dedicate din interfață.
Aplicații de bază de birou sunt incluse, precum un calculator simplu, ce nu suportă decât operații de bază (de exemplu, adunarea și înmulțirea, însă nu și rădăcina pătrată sau radicalul de orice alt ordin de exemplu), precum și vizualizatoare pentru documente Word, registre de calcul Excel și documente Adobe Reader.
Precum toate telefoanele high-end Nokia, N9 vine cu Nokia Maps și Nokia Drive ce oferă navigație gratuit, offline (după ce hărțile pentru țările dorite sunt descărcate și instalate pe telefon) pentru 160 de țări și regiuni, prin intermediul serviciului Nokia cunoscut acum ca HERE. Aplicația Drive suportă navigație turn-by-turn, precum și ghidare vocală inclusiv în limba română.
Nokia N9 vine cu magazinul de conținut Nokia Store, care însă nu mai oferă conținut nou sau actualizat începând de la 1 ianuarie 2014.
Browserul Web inclus pe telefon este bazat pe WebKit și este compatibil cu anumite funcționalități HTML5. Acesta prezintă o interfață minimală, cu o bară de adrese unificată cu câmpul de căutare. Motorul de căutare implict este Bing, însă acesta poate fi schinbat cu ușurință în Google sau Yahoo! Search din setările aplicației. Bara de adrse unificată, alături de butoanele de navigare înapoi/înainte ce se ascund când nu există pagini către care să conducă, precum și un buton de opțiuni, sunt afișate în partea superioară a aplicației. În rest, spațiul rămas este rezervat paginii Web curente. Ca pagină de pornire, browserul afișează o listă cu titlurile paginilor afișate frecvent. Acesta nu suportă Adobe Flash sau încadrare text, însă beneficiază de caracteristici precum pinch to zoom, atingere dublă pentru zoom și abonarea la feeduri RSS. Nu suportă semne de carte și nici nu permite vizualizarea istoricului Web, însă paginile pot fi adăugate în vizualizarea ”Aplicații”, suplinindu-se astfel, oarecum, lipsa semnelor de carte. Nici suportul pentru file nu există, dar există suport pentru mai multe ferestre de browser ce vor fi adăugate ca și capturi separate în cadrul vizualizării ”Aplicații deschise”.

## Conectivitate
Este echipat cu UMTS/HSPA/EDGE, GSM 850/900/1800/1900, NFC, WiFi 802.11 a/b/g/n, Bluetooth 2.1 cu EDR, GPS cu suport A-GPS. N9 are o gamă completă de senzori de lumină ambientală, de proximitate, orientare (accelerometru) și busola (magnetometru).
Conexiunea se realizează prin cablul micro-USB.

## Caracteristici
- Procesor Cortex A8 1 Ghz
- Ecran Clear Black de 3.9 inchi
- RAM 1 GB
- Camera de 8 megapixeli
- Camera frontală VGA
- Sistem de operare MeeGo 1.2 Harmattan
- GPS cu suport A-GPS
- NFC
- Bluetooth 2.1 cu EDR
- Wi-Fi 802.11 a/b/g/n
- Suport microSIM
- Sistem de operare MeeGo OS 1.2
- Hărți Ovi
- GPRS, EDGE, HSDPA